# Église Saint-Ouen d'Aubergenville
Pour les articles homonymes, voir Église Saint-Ouen.
L'église Saint-Ouen d'Aubergenville dans les Yvelines est un édifice religieux catholique.

## Histoire
Cette église a tout d'abord été construite au XIIe siècle à l'emplacement de l'ancien château féodal. Elle est placée en 1106 sous le patronage de l'abbaye Notre-Dame du Bec. À la fin du XIVe siècle, un clocher est édifié, et sa couverture en ardoise date de 1766. Ce n'est qu'au XIXe siècle que le porche sera construit.
Une rénovation entreprise dans les années 1970 fera disparaître l'autel, les chapelles latérales, la nef secondaire et la chaire.

## Architecture
Comme la plupart des églises, c'est un bâtiment orienté, c'est-à-dire que la nef est tournée vers l'est.
On note qu'au clocher de plan carré est accolée une tourelle au toit conique.